# Гомологическая алгебра
Гомологическая алгебра — ветвь алгебры, изучающая алгебраические объекты, заимствованные из алгебраической топологии. 
Гомологическая алгебра играет важную роль в алгебраической топологии, применяется во многих разделах алгебры, таких, как теория групп, теория алгебр, алгебраическая геометрия, теория Галуа.

## История
Первыми гомологические методы в алгебре применили в 40-х годах XX века Дмитрий Константинович Фаддеев, Самуэль Эйленберг и Саундерс Маклейн при изучении расширений групп.

## Цепной комплекс
Цепной комплекс — это градуированный модуль {\displaystyle M=\bigoplus \limits _{n=0}^{\infty }M_{n}} с дифференциалом {\displaystyle d:M\to M}, {\displaystyle d^{2}=0}, понижающим градуировку для цепного комплекса, {\displaystyle d(M_{n})\subset M_{n-1}}, или повышающим градуировку для коцепного комплекса, {\displaystyle d(M_{n})\subset M_{n+1}}.
Одним из основных понятий гомологической алгебры является цепной комплекс. Цепные комплексы возникают в различных разделах математики: в алгебраической топологии, коммутативной алгебре, алгебраической геометрии. Изучение общих свойств комплексов — одна из основных задач гомологической алгебры.

## Резольвента
Проективной резольвентой модуля {\displaystyle A}, называется левый комплекс {\displaystyle \ldots \longrightarrow X_{n}{\stackrel {d_{n}}{\longrightarrow }}X_{n-1}\longrightarrow \ldots {\stackrel {d_{1}}{\longrightarrow }}X_{0}{\stackrel {\varepsilon }{\longrightarrow }}A\longrightarrow 0}, в котором все {\displaystyle X_{n}} проективны и гомологии которого равны нулю, кроме нулевых.
Проективные резольвенты используются для вычисления функторов Torn(A, C) и Extn(A, C). Резольвенты возникли в алгебраической топологии для вычисления гомологий топологического произведения по гомологиям сомножителей по формуле Кюннета.